# Friedrich Zipfel
Friedrich Zipfel (* 21. Mai 1920 Oberfrankenhain, Amtshauptmannschaft Borna, heute: Ortsteil von Frohburg, Sachsen; † 25. Februar 1978 in Berlin) war ein deutscher Historiker.

## Leben und Wirken
Zipfel war der Sohn eines evangelischen Pfarrers. Seine Jugend verbrachte er zum Großteil in Schwarzenberg im Erzgebirge, wo er die Volksschule und ein Reformrealgymnasium besuchte, das er 1938 mit dem Reifezeugnis verließ. Nach dem Reichsarbeitsdienst nahm Zipfel als Soldat am Zweiten Weltkrieg teil, in dem er – zuletzt als Offizier – beim Überfall auf Polen, in Frankreich, in der Sowjetunion und Nordafrika zum Einsatz kam und schwer verwundet wurde.
Nach seiner Entlassung aus der Kriegsgefangenschaft studierte Zipfel seit dem Wintersemester 1946/1947 Geschichtswissenschaft und Geographie an der Universität Göttingen und seit dem Sommersemester 1949 an der Freien Universität Berlin. 1952 promovierte er mit einer Arbeit über Die Kritik der deutschen Öffentlichkeit an der Person und an der Monarchie Wilhelms II. bis zum Ausbruch des Weltkrieges zum Dr. phil. 1953 wurde er wissenschaftlicher Assistent bei Carl Hinrichs am Friedrich-Meinecke-Institut (FMI) der Freien Universität Berlin.

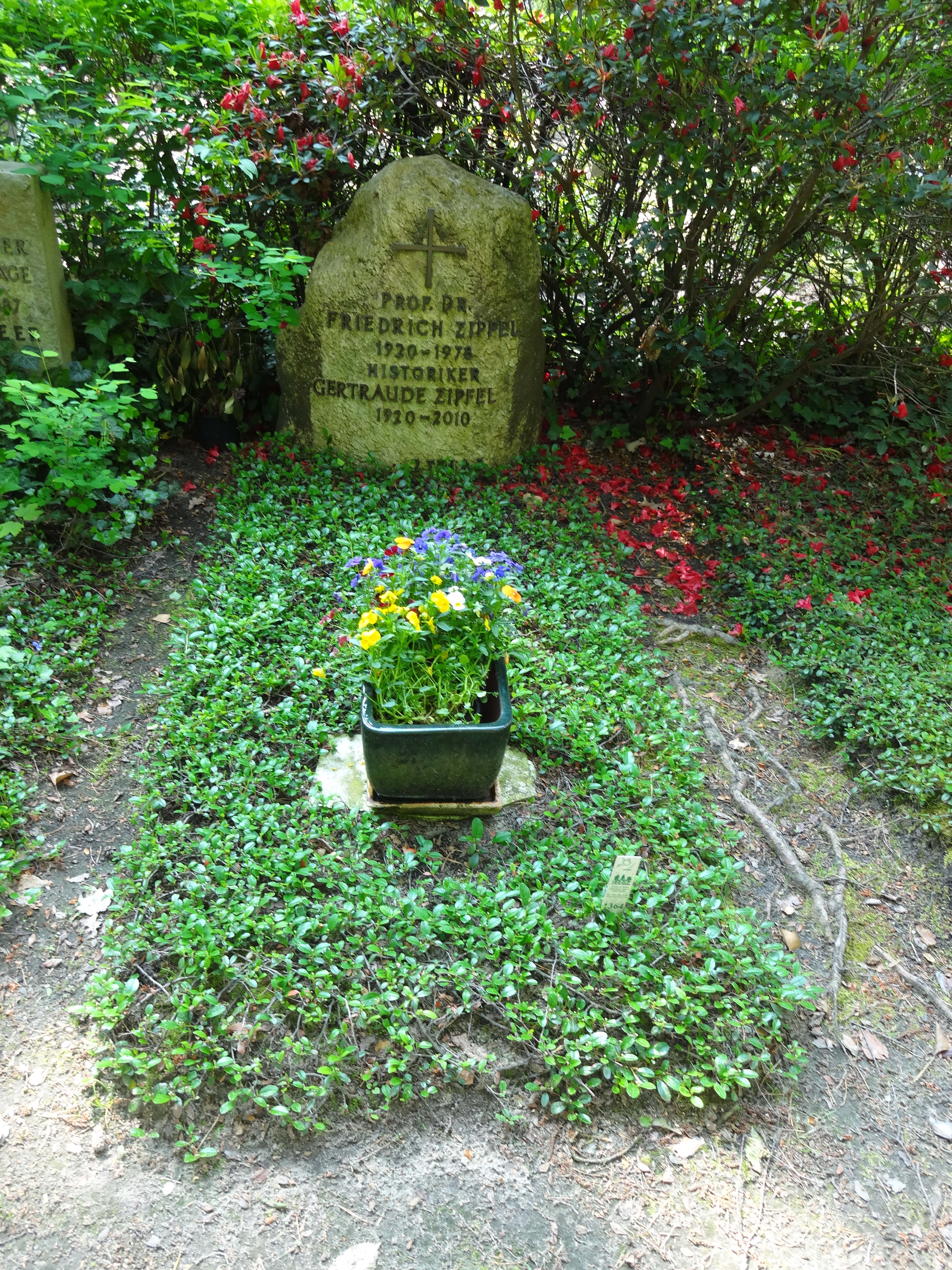
Grab von Friedrich Zipfel auf dem Friedhof Heerstraße in Berlin-Westend

Von 1956 bis 1959 leitete Zipfel als Beauftragter des Berliner Senats die Forschungsgruppe Berliner Widerstand. In den 1960er Jahren konzipierte Zipfel, der mittlerweile auch der Historischen Kommission zu Berlin angehörte, die erste ständige Ausstellung in der Gedenk- und Bildungsstätte Stauffenbergstraße (heute die Gedenkstätte Deutscher Widerstand).
Nachdem er sich 1971 habilitiert hatte, wurde Zipfel als Professor für Neuere Geschichte an das Friedrich-Meinecke-Institut der Freien Universität Berlin berufen, wo er bis zu seinem Tod lehrte.
Kurz vor Beginn einer Lehrveranstaltung am FMI erlitt Friedrich Zipfel am 3. Februar 1978 einen schweren Herzinfarkt, an dessen Folgen er am 25. Februar 1978 im Alter von 57 Jahren verstarb. Sein Grab befindet sich auf dem Friedhof Heerstraße in Berlin-Westend (Grablage: II-W-7-6).

## Schriften (Auswahl)
- Kritik der deutschen Öffentlichkeit an der Person und an der Monarchie Wilhelms II. bis zum Ausbruch des Weltkrieges, phil. Diss., FU Berlin 1952.
- Vernichtung und Austreibung der Deutschen aus den Gebieten östlich der Oder-Neiße Linie, 1955.
- Gestapo und Sicherheitsdienst, arani, Berlin-Grunewald 1960.
- Gestapo und SD in Berlin, in: Jahrbuch für die Geschichte Mittel- und Ostdeutschlands, Bd. 9/10, 1961, S. 263–292.
- Krieg und Zusammenbruch, Verlag für Literatur und Zeitgeschehen, Hannover 1962.
- Gedenkstätte Plötzensee. Landeszentrale für politische Bildungsarbeit Berlin, Colloquium, Berlin 1964.
- Widerstand in zeitgeschichtlicher Forschung und Darstellung, 1965.
- Kirchenkampf in Deutschland, 1933–1945. Religionsverfolgung und Selbstbehauptung der Kirchen in der nationalsozialistischen Zeit, Berlin 1965.
- Macht ohne Moral. Eine Dokumentation über Heinrich Himmler und die SS, 1973.[4]